# トリゲモ
トリゲモ(Najas minor)は、トチカガミ科イバラモ属に属する一年生の植物。ため池や湖沼などに生息する水草である。和名は、鳥の羽毛のような姿をしている藻、というところから来ている。

## 分布
ヨーロッパ原産だが、各地に導入され、世界中に広く分布する。日本でも全国各地に分布しているが、数は少なく絶滅危惧種に指定されている。

## 生態
沈水性の水草で、葉は細かく分枝する。葉が外側に反り返ることも多い。草体は容易にちぎれて切れ藻となり、水鳥や船体への付着や水流によって運ばれ、分布を広げる。葉腋に花をつけ、そこに長さ約 3mm の種子をつくり繁殖する。染色体数は2n=12のものと、2n=36のものが知られる。

## 近似種
オオトリゲモと非常に似ている。葉の長さは変異が大きいため、外観ではほとんど見分けがつかない。種子表面の格子状の模様で区別することもあるが、トリゲモとオオトリゲモの種子表面は非常に酷似するため、この点で同定を行うのは困難である。この2種を確実に同定するためには、雄花の葯室の数を見る必要がある。葯室の数が1室ならトリゲモ、4室ならオオトリゲモである。

## 利用
アクアリウムにおいて、水槽に植えられることがある。アメリカなどでは、侵略的外来種として水中用除草剤などで駆除されることもある。

## 保全状況評価
- LEAST CONCERN (IUCN Red List Ver. 3.1 (2001))
- 絶滅危惧II類 (VU)（環境省レッドリスト）